# Gettoblaster
Een gettoblaster is een grote tot zeer grote draagbare radio-cassetterecorder, met twee flinke luidsprekers van een flink vermogen. Het was typisch een product uit eind jaren zeventig tot midden jaren tachtig. Naast netvoeding kon het apparaat ook met een flink aantal batterijen gevoed worden voor gebruik buitenshuis. De bijnaam gettoblaster of boombox kreeg het apparaat omdat bepaalde muziekliefhebbers anderen in het openbaar lieten meegenieten van hun muzikale voorkeur, meestal disco of vroege dance. Vanaf midden jaren tachtig verdween het apparaat langzaam uit het straatbeeld en kregen radio-cassetterecorders, vaak met ingebouwde cd-speler, kleinere afmetingen. Deze apparaten werden ook wel soundman genoemd.
De stereotoren is niet draagbaar en de walkman is voor één persoon. De gettoblaster zit daar tussenin. Het voordeel was dat je een complete geluidsinstallatie met redelijk muziekvermogen naar een plek in de open lucht kon dragen waar je met vrienden bijeen kwam, om daar met muziek je eigen sfeer te maken. Het apparaat werd vaak gebruikt door breakdancers die op straten en pleinen hun kunsten vertoonden.
Niet iedereen was gediend van het geluid van deze apparaten die vaak op hangplekken te horen waren.

## Modellen

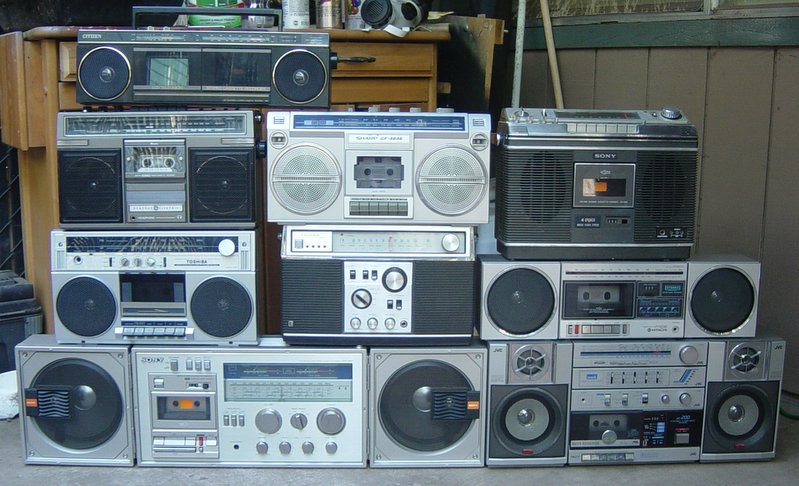
Verschillende modellen gettoblasters

Enkele opmerkenswaardige modellen van begin tot midden jaren tachtig:
- Hitachi TRK-serie (onder andere de TRK-8080)
- JVC RC-serie (onder andere de RC-550)
- Panasonic RX-serie (onder andere de RX-5350, RX-7700, RX-7000)
- Crown SZ-serie (onder andere de SZ-5100)
- Lasonic-serie (onder andere de TRC-931,TRC-320T)
- Conion (In Canada was dit model beter bekend onder de naam Clairtone)
- Sharp GF-serie
- Sharp VZ-series (Bij dit model zat een ingebouwde platenspeler)

### Esthetica
De populariteit van grote draagbare stereo-installaties daalde in de vroege jaren 90 en weinig modellen worden momenteel vervaardigd. De rechthoekige apparaten met veel chroom van de jaren tachtig-modellen werden vervangen door zwart plastic in de jaren  90, en de modernere ontwerpen kregen meer ronde vormen. De ouderwetse modellen met hun karakteristieke ontwerpen staan in de belangstelling van een kleine schare enthousiastelingen en verzamelaars.